# Іскра (ЕОМ)
Іскра — серія радянських електронних обчислювальних машин. Всі вони були різні за конструкцією та можливостями, але з певних історичних причин випускались під єдиною назвою (торговою маркою).

## Моделі

### Іскра-226

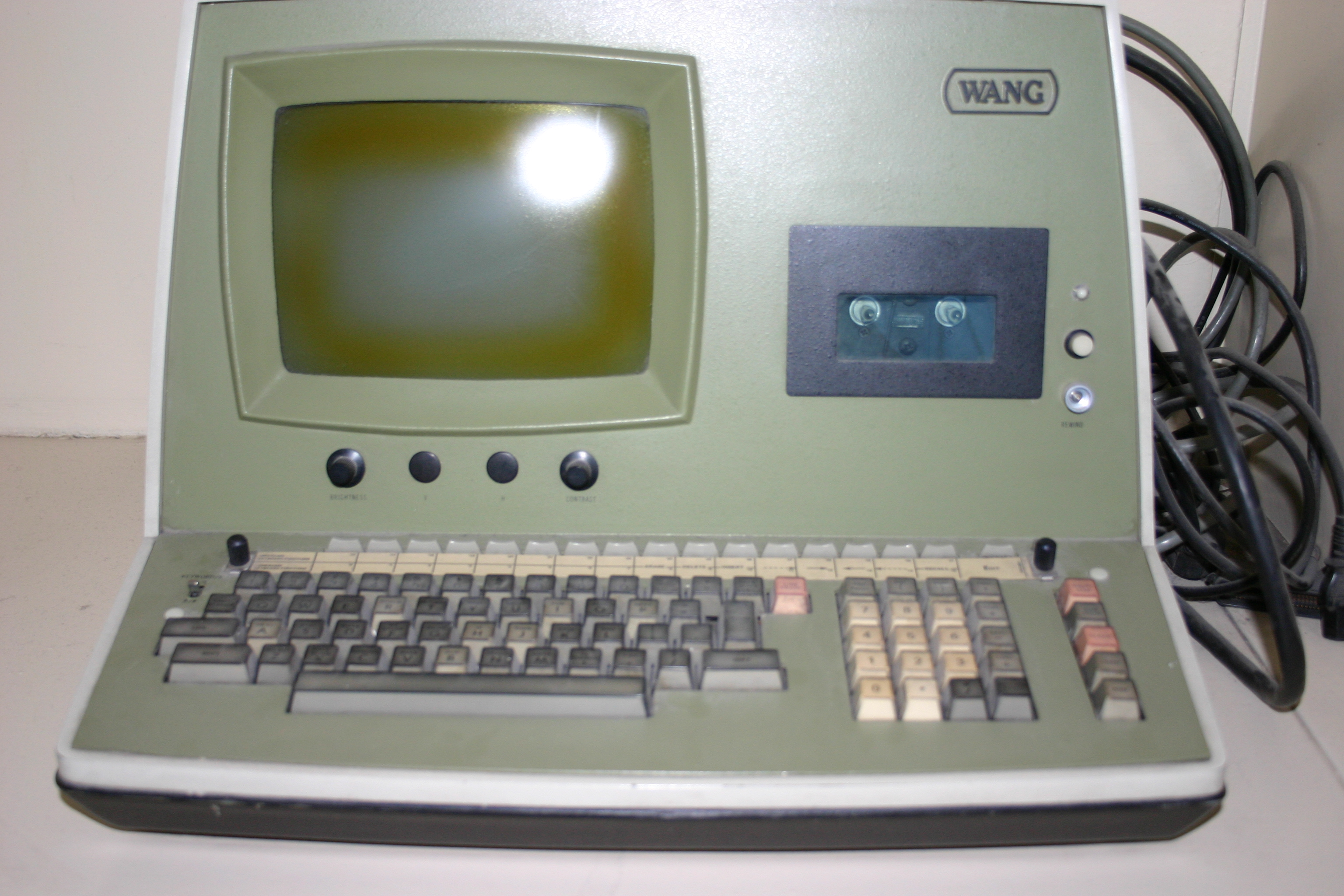
Wang 2200 — прототип «Іскра-226». На фото зображений лише термінал, інші частини машини розміщувались в окремих стійках.

ЕОМ Іскра-226 була клоном персонального комп'ютера Wang 2200, який на той час широко використовувався в урядових установах СРСР (всього було закуплено не менше 2000 машин). За деякими даними, рішення про розробку власної моделі ЕОМ було прийняте через побоювання, що в американських пристроях можуть бути вразливості . Відповідно до іншої версії, Wang Laboratories припинили експорт комп'ютерів до СРСР через початок війни в Афганістані.
Машина випускалась у шести версіях з різною комплектацією. Основні характеристики були такими:
- швидкодія 500 тисяч операцій на секунду
- оперативна пам'ять до 128 кбайт, додатково був ПЗП на 16 кілобайт[4]
- постійні запам'ятовувальні пристрої:
  - накопичувач на магнітних дисках «Изот-1370» ємністю до 2.5 мегабайт[5]
  - накопичувач на магнітних стрічках, ємність до 10 мегабайт[5]
  - накопичувач на гнучких магнітних дисках.
- Дисплей монохромний, з можливістю працювати у графічному (256х560 пікселів[4]) або текстовому режимах. У текстовому режимі було 24 рядки по 80 символів, при тому, що в оригінальному Wang 2200 було 16 рядків на 64 символи.
- різноманітні периферійні пристрої: принтери, зчитувачі перфокарт, плоттери.

Виробництво машин відбувалось на заводі лічильних машин «Счетмаш» у м. Курськ з 1981 року.

### Іскра-555
ЕОМ «Іскра-554» та «Іскра-555» у літературі називають електронними бухгалтерськими машинами. Їх особливістю була наявність вбудованого інтерпретатора мови ЯМБ (рос. Язык Машин Бухгалтерских) — варіанту BASIC з кириличними операторами.
Технічні характеристики:
- ОЗП 8-12 кілобайт в «Іскра-554»[6] та 16-32 кілобайти у «Іскра-555»[7]
- швидкодія до 650000 операцій на секунду
- ємність НЖМД від 5 до 20 мегабайт

### Іскра-1030

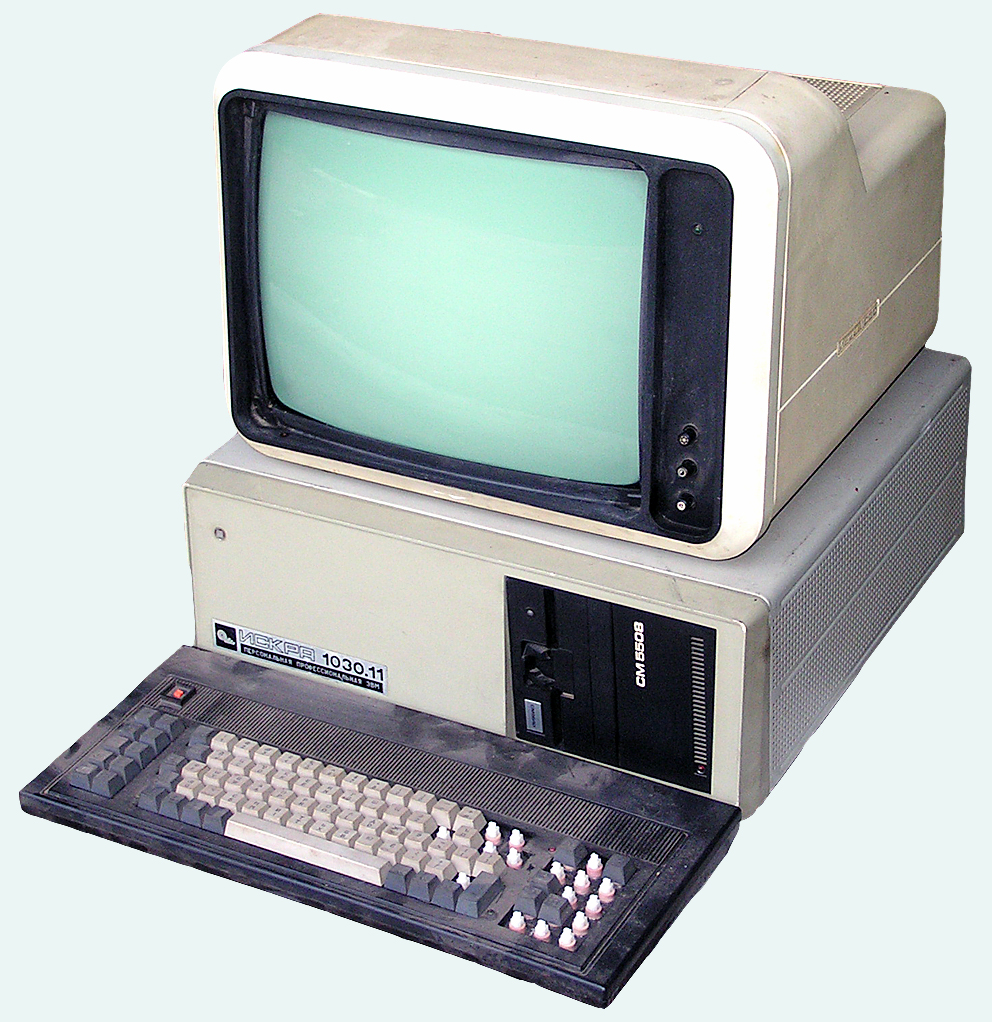
ИСКРА 1030.11

Клон IBM PC/XT, розроблений Ленінградським науково-промисловим об'єднанням «Електронмаш». Випускався серійно на виробничому об'єднанні «Іскра» в Смоленську, а також на курському заводі «Счетмаш».
Існувало кілька модифікацій «Іскра-1030» і, крім того, були споріднені моделі «Іскра-1030М» та «Іскра-1031».
Основні характеристики:
- Основа машини — процесор КР1810ВМ86, клон Intel 8086. Частота 4.7 Мгц.
- ОЗП від 256 кб до 11 Мб
- Можливість роботи з дискетами 5.25".
- НЖМД об'ємом від 5 до 20 Мб (у деяких модифікаціях відсутній)

Як операційна система використовувались різновиди MS DOS (Alpha DOS, MS DOS, CP/M 86).

### Іскра-1080 Тарту
Компьютер на базі процесору КР580ВМ80А. Інші модифікації мали назви «Іскра-1081», «Іскра-1082», «Іскра-1083» та «Іскра-1084»Искра 1080 Тарту. Архів оригіналу за 28 листопада 2014. Процитовано 30 липня 2014. (Alpha DOS, MS DOS, CP/M 86)..

### Іскра-1085
Ще один клон ZX Spectrum, але на базі процесору Т34ВМ1.

### Іскра-1256
У літературі «Іскра-1256» називається інтерпретуючим процесором (рос. Процессор интерпретирующий) або обчислюючим комплексом. Це була ЕОМ з вбудованим інтерпретатором мови ФОРТРАН; програма для обчислення вводилась з клавіатури або з касетного накопичувача.
Початково використовувався для управління артилерійським вогнем, згодом як інтерпретатор фортрану в навчальних закладах.

### Іскра-2106
Електронна бухгалтерська машина.

### Іскра-3104
Клон IBM PC